# 花王名人劇場
『花王名人劇場』（かおうめいじんげきじょう）は、1979年10月7日から1990年3月18日まで関西テレビと東阪企画の共同制作により、フジテレビ系列局で毎週日曜21:00 - 21:54 (JST) に放送された単発バラエティ番組である。
花王石鹸（1985年10月以降は花王）の冠スポンサー番組であり、一社提供。そのため、番組枠を越える企業名宣伝を回避する関係で新聞テレビ欄やテレビ情報誌には花王の名前を出さず、単に『名人劇場』と記載されていた。

## 概要
1978年に花王石鹸提供による喜劇・落語・演芸番組のオファーが澤田隆治に寄せられ、「貪欲に娯楽を求める視聴者にテレビは無批判無制限に与え続けようとしているがこれでいいのであろうか」「幾多の批判の目を潜り抜け生き残った娯楽を多くの人に楽しんでもらう」「いつまでも残りうる名人芸を中心に据え、大衆芸能に人生をかけたスタッフによる見応えのある娯楽番組を視聴者に捧げる」といった理念のもと、1979年10月7日にスタート。番組当初は、森繁久彌、山田五十鈴、中村メイコ、三橋美智也などを起用して、ドラマ、コメディをやったが、スターの好演にもかかわらず、視聴率は一桁が続いた。
11月25日、「おかしなおかしな漫才同窓会」（第8回放送）ではコロムビア・トップ、三球・照代、リーガル天才・秀才らが出演し関西地区で13.3％、関東地区で16.4％の視聴率を記録する。
1980年1月20日、「激突!漫才新幹線」放送開始。B&B、星セント・ルイスなどの若手漫才師を輩出した。フジテレビ系列『火曜ワイドスペシャル THE MANZAI』とともに、後の漫才ブームのきっかけとなる。
1980年以降の漫才ブームを受け、枠にも勢いがつき、落語やドラマでも高視聴率を獲るようになった。
3代目桂米朝や5代目柳家小さんの名作落語、夢路いとし・喜味こいし、中田ダイマル・ラケットといった名コンビの漫才を放送し、昭和の名人芸として好評を博した。
芦屋雁之助が、"放浪の天才画家"と呼ばれた山下清を演じた人情ドラマ『裸の大将放浪記』が人気を集めた。
年に1度「花王名人大賞」として、視聴者からの投票などを参考としてお笑い・大衆芸能に貢献した人たちを表彰する制度も設けられた（詳しくは花王名人大賞スペシャルの項）。
他のドラマ作品には、京マチ子主演の『姥ざかり』などがあった。
1990年3月18日放送分をもって終了。10年半の放送に幕を閉じた。番組のコンセプトは『花王ファミリースペシャル』に引き継がれた。

## 番組終了後
1990年代後半、CS放送「ファミリー劇場」で再放送された。
2009年5月、傑作選がファミリー劇場で放送されているが、スポンサー名を外した『名人劇場』に改題されている。
2015年3月、立川談志、桂枝雀が出演した回が「花王名人劇場『立川談志×桂枝雀』」と題してDVD化された。
2022年3月26日より、BSよしもとの「よしもとプレミアムアワー」にて吉本芸人の出演回に限り再放送される。「花王名人劇場」として放送されているが、花王の提供はなくスポットも含めてCMは流れず、本放送当時のオープニングタイトルもカットされている。

## 主な企画
- 裸の大将放浪記 - 芦屋雁之助主演のロングランドラマ。
- 花王名人大賞スペシャル（1981年 - 1989年放送） - 視聴者からの投票などでお笑い・大衆芸能に貢献した人たちを表彰する賞を発表する特別番組。
- 前夜祭 待ってました!（1979年10月7日放送） - 第1回放送。古今亭志ん朝・西田敏行を司会に序盤のラインナップを紹介[1]。
- 津軽三味線よされぶし　第一部　望郷篇（1979年10月14日放送）[7]
  - 津軽三味線よされぶし　第二部　帰郷篇（1979年10月21日放送）[8]
- おかしなおかしな漫才同窓会シリーズ
  - おかしなおかしな漫才同窓会 東京漫才発見!（1979年11月25日放送） - 東京漫才発祥の地と言われる南千住の栗友亭をスタジオに再現し、コロムビア・トップ・ライト等東京のベテラン漫才師を一同に紹介する[1]。
- 年忘れ 雲の上団五郎一座（1979年12月30日放送）
- 激突!漫才新幹線（1980年 - 1982年、全5回放送） - 漫才ブームの火付け役となった番組[1]。
- 武田鉄矢!おれが一番独演会（1980年10月5日放送） - 武田鉄矢をメインに、伊藤蘭などがゲスト出演していた。
- さらわれたスーパースター（1980年10月19日放送） - 芸能界引退を控えた山口百恵の番組唯一の主演ドラマ。
- アニメDEマンザイ じゃりン子チエ（1981年4月12日放送） - 当時公開された映画の宣伝番組。アニメと実写を合成して放送。テレビアニメ版は毎日放送・TBS系列にて放送。
- ザ・ぼんちIN武道館（1981年8月9日放送）
- 爆笑!漫才大全集IN武道館PARTI・II（1981年11月1日・11月15日放送）
- 東西激突!マンザイNEWパワー（1982年1月31日放送）
- 旗上げ！劇団ザ・アチャラカ～アチャラカ親子混線記～（1983年7月17日放送）[9]
- ビートたけし独演会シリーズ（放送開始時期不明～1985年）
- 爆笑!!ハッスルコント大集合（1985年5月19日放送）
- おもしろ新人類～阪神・巨人・小朝も大笑い!!～（1986年2月2日放送）
- 熱演!!鶴太郎のがんばるぞット!爆笑!!ニュー演芸大集合（1986年3月16日放送）
- 西川ヘレン物語…白地ニ赤ク…（1987年1月4日放送）[10]
- とんねるずの芸能界!素人さんにも教えましょう!（1988年7月3日放送）
- 感謝をこめて10周年記念特別番組 勢揃い!漫才オールスター（1988年10月9日放送） - 大阪城ホールで収録された記念番組。
- バックトゥザマンザイ・漫才10年史（1989年4月16日放送）
その他、北島三郎や吉幾三、さだまさしなど歌手がメインとして出演する歌謡ショーも放送されたが、それらにはたいてい漫才師や落語家がゲストとして出演していた。

## エピソード
初代から2代目のオープニングは「名人」の文字をかたどったイメージキャラクターが登場するもので、これは山藤章二がデザインしており頭は花王のトレードマークである月をイメージしたものとし「花王オジサン」の愛称も付けられた。初代はフィルム制作のものでアニメーターは木下蓮三、テーマ曲は深町純。イメージキャラクターが新聞のテレビ欄を読むと矢印が現れ、矢印の方向に進むと海に落ち、無人島→銭湯→スタジオのテレビカメラ→民家→競技場で棒高跳び→シーソーと暴れまわり、夜空を背景に現れる番組ロゴに飛び乗るというとの、2代目はピンク色の背景や幾何学模様のものであった。
1985年10月の社名変更（花王石鹸→花王）からは3代目となり、黒をバックにカラフルな色の光線から番組ロゴが現れる様式で、前述のイメージキャラクターは使用されず、テーマ音楽も変更された。
当初の提供ナレーションは、「この番組は清潔な暮らしを広げる月のマークの花王石鹸がお送りします（しました）」（提供読みは当時アナウンサーだった鈴木正勝）。2代目のオープニングは1985年7月頃から提供部分だけが新しいものに差し替えられ、「清潔で美しくすこやかな毎日をめざして、花王の提供でお送りします（しました）」というアナウンスに変更されるとともに、読み上げも中村啓子が担当するようになった。また当時、オープニング前の30秒は花王のカウキャッチャーCMが、番組終了後のヒッチハイクには太田胃散の30秒CMが流れていた（『花王ファミリースペシャル』の番組終了まで）。

## スタッフ
- 演出・プロデューサー→企画：澤田隆治
- ディレクター：菊地誠、武井泉
- プロデューサー：村上健治、岡林可典、平井隆信
- 制作：関西テレビ、東阪企画（ビートたけし・とんねるずがメインで出演していた番組はIVSテレビ制作、裸の大将を除くドラマは他の制作会社が制作、関西テレビが制作著作をしていた場合があった）

## 書籍
- 花王名人劇場 テレビ時代の名人芸グラフィティ（レオ企画 1981年）
- 漫才ブームメモリアル（レオ企画 1982年）
- 花王名人大賞 にっぽんの芸人392（レオ企画 1983年）
- 花王名人劇場 笑算われにあり（徳間書店 1984年 ISBN 978-4195029831）
- 花王名人劇場 さだまさしとゆかいな仲間（旺文社 1987年 ISBN 978-4010099551）

## ネット局
| 放送対象地域  | 放送局         | 系列                                         | ネット形態             | 備考 |
| ------------- | -------------- | -------------------------------------------- | ---------------------- | --- |
| 近畿広域圏    | 関西テレビ     | フジテレビ系列                               | 制作局                 | |
| 関東広域圏    | フジテレビ     | フジテレビ系列                               | 同時ネット             | |
| 北海道        | 北海道文化放送 | フジテレビ系列                               | 同時ネット             | |
| 青森県        | 青森テレビ     | TBS系列                                      | 遅れネット             | |
| 岩手県        | 岩手放送       | TBS系列                                      | 遅れネット             | 現・IBC岩手放送 |
| 宮城県        | 仙台放送       | フジテレビ系列                               | 同時ネット             | |
| 秋田県        | 秋田テレビ     | フジテレビ系列                               | 同時ネット             | 1981年4月から1987年3月まではテレビ朝日系とのクロスネット局                                                                        |
| 山形県        | 山形テレビ     | フジテレビ系列                               | 同時ネット             | 1980年3月まではテレビ朝日系とのクロスネット局                                                                                     |
| 福島県        | 福島テレビ     | フジテレビ系列                               | 遅れネット →同時ネット | 1983年3月まではTBS系列とのクロスネット局                                                                                          |
| 山梨県        | テレビ山梨     | TBS系列                                      | 遅れネット             | |
| 新潟県        | 新潟総合テレビ | フジテレビ系列                               | 遅れネット →同時ネット | 現・NST新潟総合テレビ 1981年3月までは日本テレビ系、テレビ朝日系とのトリプルネット局 1983年9月まではテレビ朝日系とのクロスネット局 |
| 長野県        | 長野放送       | フジテレビ系列                               | 同時ネット             | |
| 静岡県        | テレビ静岡     | フジテレビ系列                               | 同時ネット             | |
| 富山県        | 富山テレビ     | フジテレビ系列                               | 同時ネット             | |
| 石川県        | 石川テレビ     | フジテレビ系列                               | 同時ネット             | |
| 福井県        | 福井テレビ     | フジテレビ系列                               | 同時ネット             | |
| 中京広域圏    | 東海テレビ     | フジテレビ系列                               | 同時ネット             | |
| 島根県 鳥取県 | 山陰中央テレビ | フジテレビ系列                               | 同時ネット             | |
| 岡山県 香川県 | 岡山放送       | フジテレビ系列                               | 同時ネット             | |
| 広島県        | テレビ新広島   | フジテレビ系列                               | 同時ネット             | |
| 山口県        | テレビ山口     | TBS系列                                      | 遅れネット             | 1987年9月まではフジテレビ系とのクロスネット局                                                                                     |
| 徳島県        | 四国放送       | 日本テレビ系列                               | 遅れネット             | |
| 愛媛県        | テレビ愛媛     | フジテレビ系列                               | 同時ネット             | |
| 高知県        | テレビ高知     | TBS系列                                      | 遅れネット             | |
| 福岡県        | テレビ西日本   | フジテレビ系列                               | 同時ネット             | |
| 佐賀県        | サガテレビ     | フジテレビ系列                               | 同時ネット             | |
| 長崎県        | テレビ長崎     | フジテレビ系列 日本テレビ系列                | 遅れネット             | |
| 熊本県        | テレビ熊本     | フジテレビ系列                               | 遅れネット →同時ネット | 1982年3月までは日本テレビ系とのクロスネット局 1989年9月まではテレビ朝日系とのクロスネット局                                       |
| 大分県        | 大分放送       | TBS系列                                      | 遅れネット             | 初期のみ |
| 大分県        | テレビ大分     | フジテレビ系列 日本テレビ系列 テレビ朝日系列 | 遅れネット             | [ 注 3 ] |
| 宮崎県        | テレビ宮崎     | フジテレビ系列 日本テレビ系列 テレビ朝日系列 | 遅れネット             | |
| 鹿児島県      | 鹿児島テレビ   | フジテレビ系列 日本テレビ系列                | 遅れネット →同時ネット | 1982年9月まではテレビ朝日系とのクロスネット局                                                                                     |
| 沖縄県        | 沖縄テレビ     | フジテレビ系列                               | 同時ネット             | |

系列は放送終了時点のもの。
時差ネット局はスポンサーが変わるため、新聞テレビ欄の表記と同じく花王の名を外した「名人劇場」に改題。オープニングのタイトルアニメーションは流れずに、各局独自のオープニングタイトルに差し替えられていた（ただし、スポンサードネットでもあったテレビ長崎など例外あり）。CSでの再放送や一部番販ネット局では「名人劇場」に改題加工済のアニメーションが使われていた。

## 補足
- 鹿児島テレビは、1985年4月7日から最終回の1990年3月18日まで、九州地区の日テレ・フジクロスネット局の中で、唯一当番組を同時ネットしていた。ちなみに、テレビ熊本は日曜洋画劇場（1989年9月まで）、テレビ長崎とテレビ大分とテレビ宮崎は日本テレビの番組（桃太郎侍など）を同時ネットしていた。
- 放送期間11年間は、日曜21時台のフジテレビ系番組としては最長記録である（後番組の『ファミリースペシャル』は7年間、その後の『発掘!あるある大事典』シリーズは11年間の放送だった）。
- 番組クレジットでは、当初は「KTV」のロゴを表示していたが、のちに「関西テレビ」のロゴに変更されている（いずれも当時）。
- 制作は関西テレビだが、番宣ポスター及びテレホンカードではフジテレビの名義で同局のロゴ（8マーク→目玉マーク）、あるいはフジテレビ・関西テレビの双方のロゴを表記する場合があった。
- 番組小冊子の編集には、木村万里（のちに演芸プロデューサー）が携わっていた。